# Бокколи, Густаво
Густаво Бокколи (ивр. גוסטבו בוקולי‎, порт. Gustavo Boccoli; 16 февраля 1978, Сан-Паулу, Бразилия) — израильский футболист бразильского происхождения, выступавший на позиции полузащитника. Большую часть своей карьеры провёл в израильских клубах. На протяжении одиннадцати лет выступал за «Маккаби» из Хайфы.

## Карьера игрока
В сезоне 1999/00 молодой Густаво числился в составе итальянской «Брешии», однако так и не вышел на поле в её составе. В следующем сезоне игрок выступал у себя на родине за «Парану». В 2001 году Густаво перебрался в израильский «Хапоэль» из Рамат-Гана. Поиграв в трёх разных израильских коллективах за три сезона, игрок пополнил состав «Маккаби» из Хайфы. За одиннадцать лет, проведённых в этой команде, Густаво принял участие в 301 матче первенства страны и забил в них 35 голов. В 2006 году он был признан футболистом года. В составе «Маккаби» Густаво четыре раза становился чемпионом Израиля. В 2013 году он получил Теудат-зеут. В 2015 году Густаво Бокколи завершил свою футбольную карьеру.

## Достижения
- Чемпион Израиля (4): 2004/05, 2005/06, 2008/09, 2010/11
- Обладатель кубка Тото (2): 2005/06, 2007/08
- Футболист года в Израиле (1): 2006